# Низковка
Ни́зковка (укр. Низківка) — село в Сновском районе Черниговской области Украины. Население 402 человека. Занимает площадь 1,461 км². В Российской империи Низковка находилась в составе Синявской волости Сосницкого уезда Черниговской губернии.
Код КОАТУУ: 7425883501. Почтовый индекс: 15260. Телефонный код: +380 4654.

## Власть
Орган местного самоуправления — Низковский сельский совет. Почтовый адрес: 15260, Черниговская обл., Сновский р-н, с. Низковка, ул. Победы, 56.